# زانبرووو (استان پومرانی)
زانبرووو (به لهستانی:  Ząbrowo) یک روستا در لهستان است که در گمینا ستاره پوله واقع شده‌است. زانبرووو ۴۲۳ نفر جمعیت دارد.